# BMW R 1150 RT
BMW R 1150 RT je motocykl kategorie cestovní motocykl, vyvinutý firmou BMW, vyráběný v letech 2001–2004. Jeho předchůdcem byl model BMW R 1100 RT, nástupcem se stal model BMW R 1200 RT. Sesterské modely jsou sportovní BMW R 1150 RS a nakedbike BMW R 1150 R. Vyráběn byl v Berlíně-Spandau.
Sedlo i řídítka jsou nastavitelná. Dostatečně přehledná a čitelná palubní deska se skládá ze dvou analogových budíků a několika informačních diod. Nádrž pojme 25 litrů paliva, což stačí na dojezd okolo 410 km. Zadní kolo je uloženo letmo.

## Technické parametry
- Rám: ocelový příhradový
- Suchá hmotnost: kg
- Pohotovostní hmotnost: 266 kg
- Maximální rychlost: 206 km/h
- Spotřeba paliva: 4,7 l/100 km

## Galerie

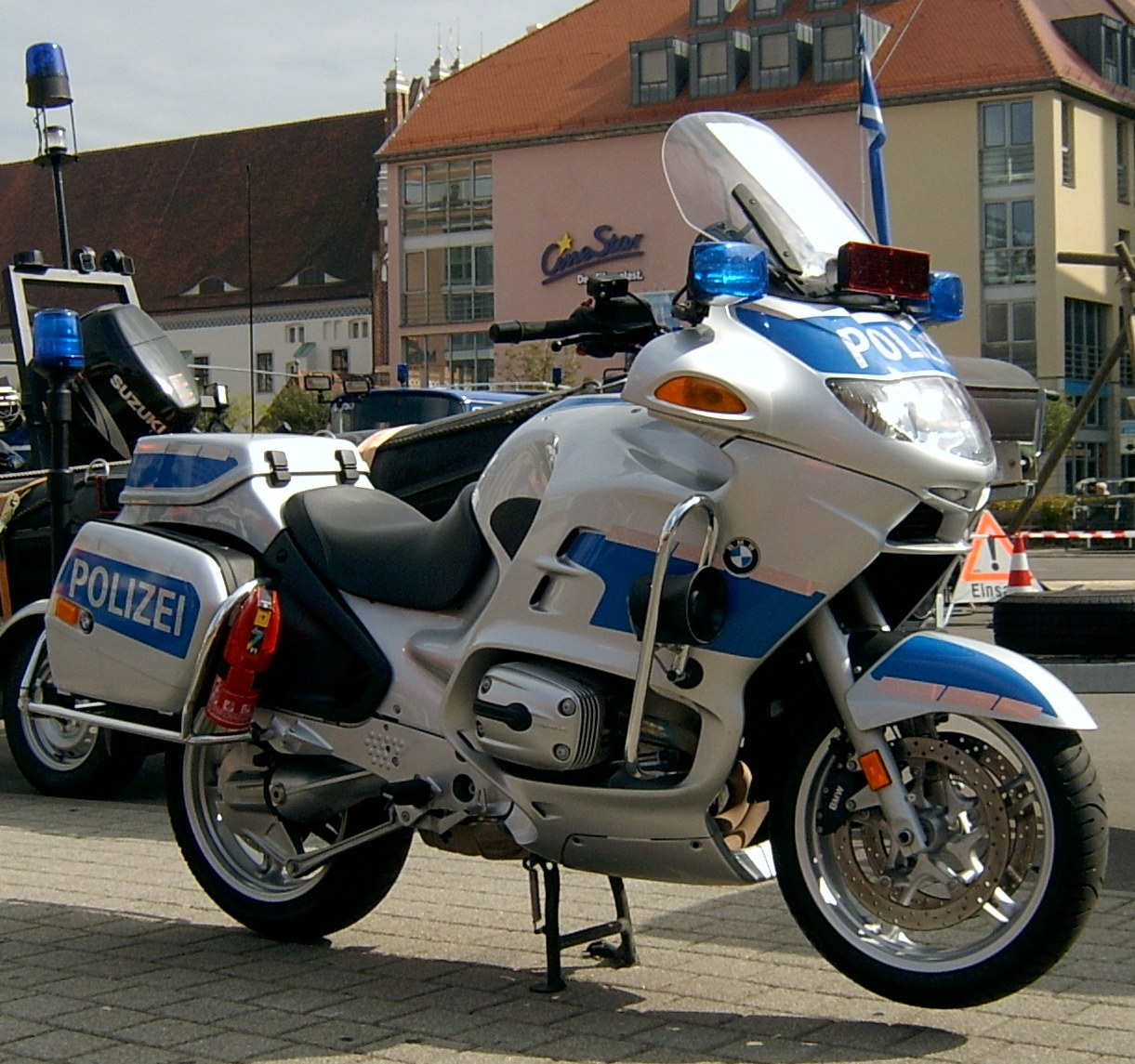
BMW R1150 RT německé policie
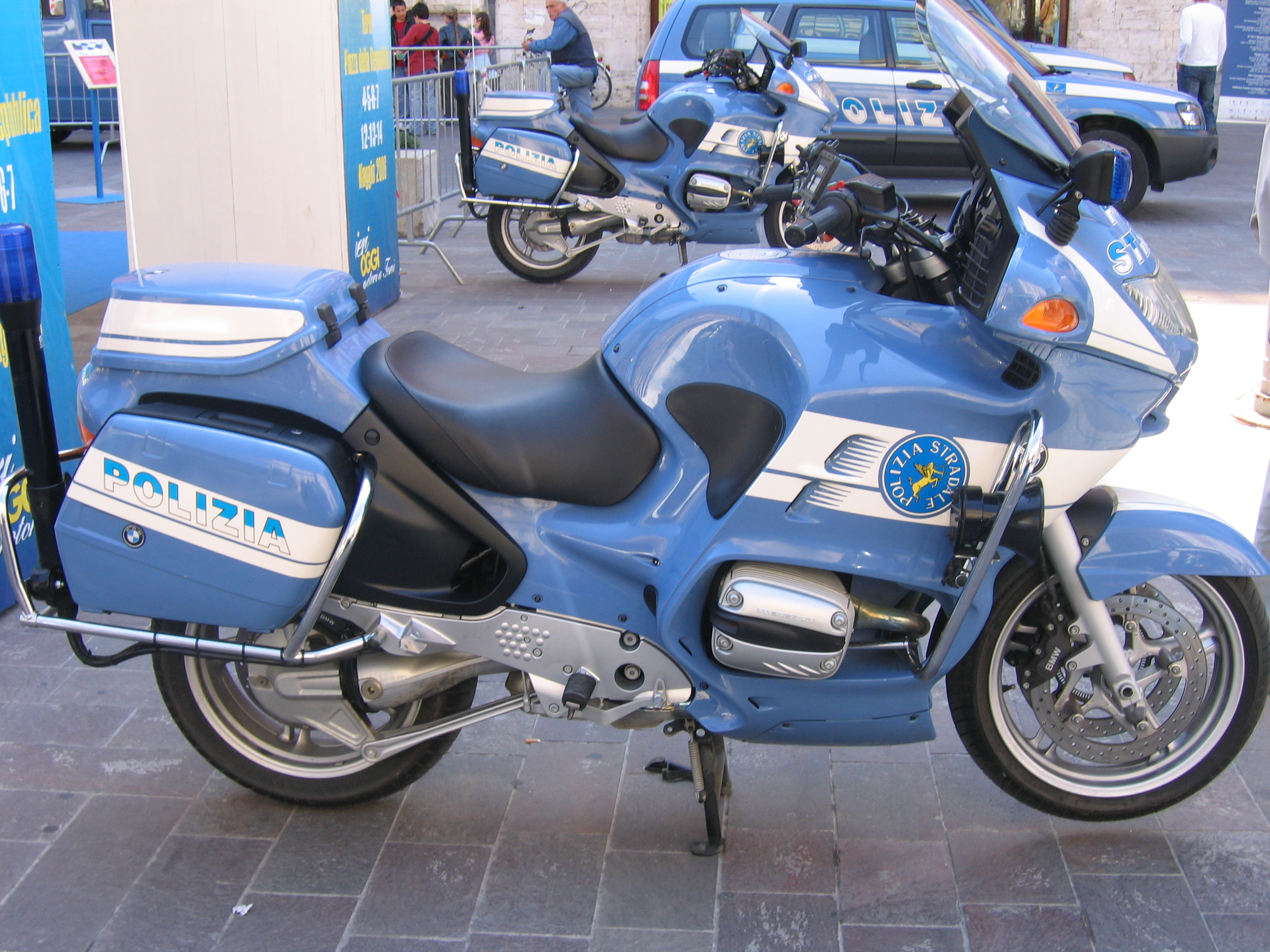
BMW R1150 RT italské policie
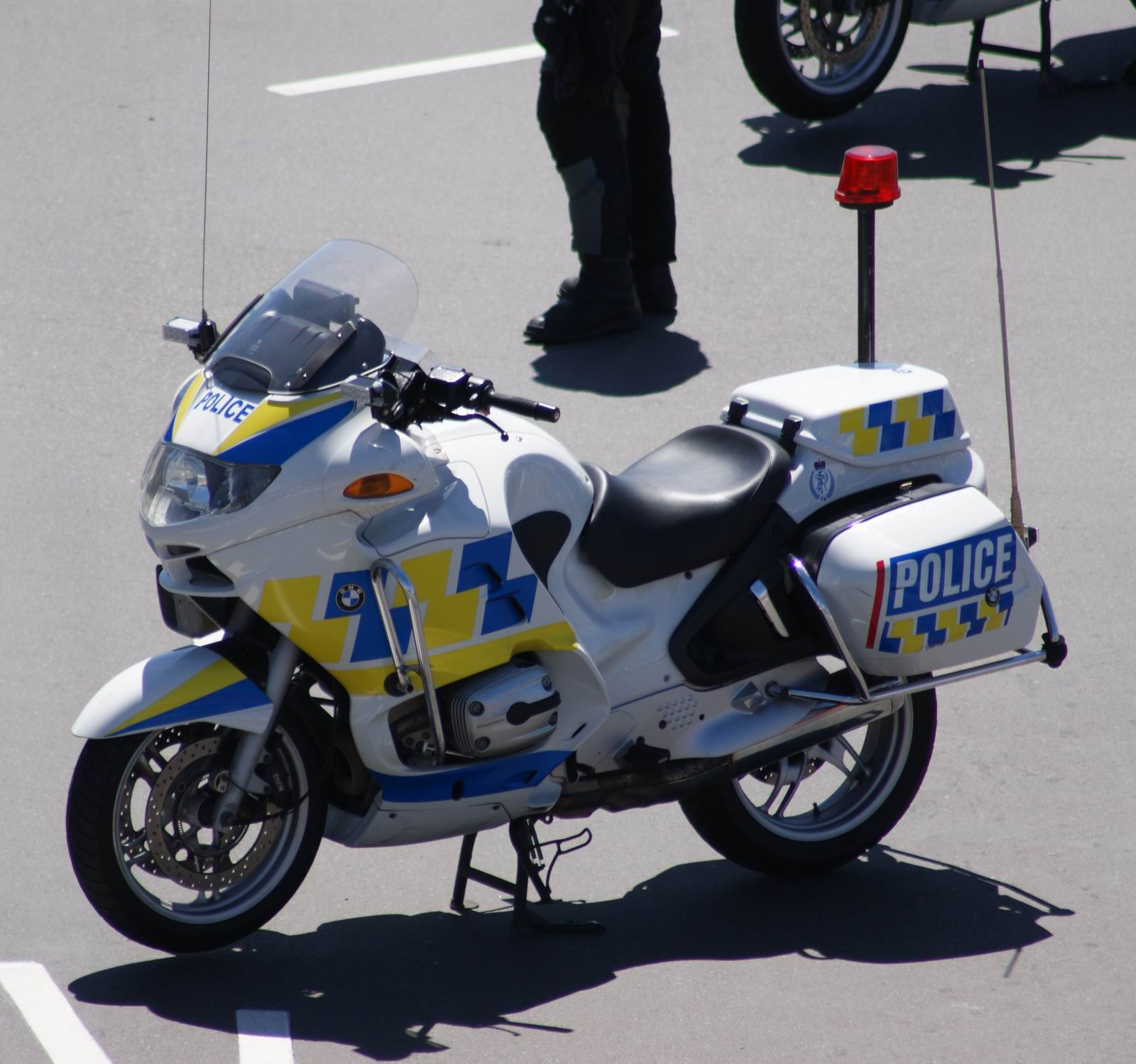
BMW 1150 RT novozélandské policie
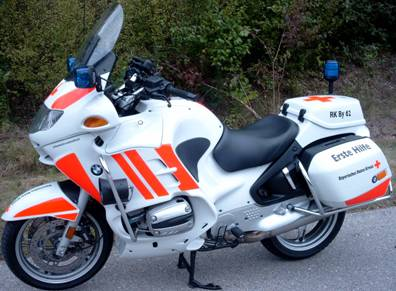
BMW R 1150 RT bavorského červeného kříže